# Corydoras ephippifer
Corydoras ephippifer és una espècie de peix de la família dels cal·líctids i de l'ordre dels siluriformes.

## Morfologia
Els mascles poden assolir els 5 cm de longitud total.

## Distribució geogràfica
Habita a l'Estat d'Amapá (Brasil).